# Escadron de la mort

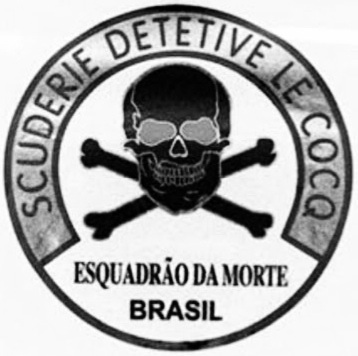
Esquadrão da Morte.

Un escadron de la mort est le nom couramment donné à un groupe armé qui organise, généralement en secret, des exécutions sommaires ou des enlèvements d'activistes, de dissidents, d'opposants politiques ou économiques ou toute personne perçue comme interférant avec une politique ou ordre social établi. Les escadrons de la mort sont souvent associés, d'une manière ou d'une autre, aux méthodes de répression orchestrées par les dictatures ou les régimes totalitaires. Ils mettent en œuvre une politique de terrorisme d'État décidée par ou avec l'accord tacite des plus hauts échelons du pouvoir. Les escadrons de la mort peuvent être une police secrète, un groupe paramilitaire ou une unité spéciale d'un gouvernement ou ont été détachés des membres de la police ou de l'armée.
On distingue, en général, les escadrons de la mort des terroristes dans le fait que leur violence est utilisée pour maintenir un statu quo plutôt que pour rompre avec l'ordre social existant.

## Historiquement
Bien que le terme d'« escadron de la mort » ne se soit popularisé qu'avec l'émergence de ces groupes en Amérique centrale et du Sud pendant les années 1970 et 1980, l'existence de ces escadrons est attestée en bien d'autres lieux et époques : ainsi, après la guerre de Sécession américaine, certains groupes affiliés au Ku Klux Klan eurent des activités apparentées à celles d'escadrons de la mort envers les Noirs des États du Sud. Après la chute du Kaiser allemand, des escadrons d'anciens combattants, les Freikorps, furent également utilisés dans les années 1920 pour mater les révoltes communistes. En Italie, dès 1919, les anciens combattants de la droite nationaliste se regroupèrent dans des Squadre et menèrent une lutte armée (qui passa progressivement de la simple rixe à la bataille rangée) contre la gauche qui entretenait des troubles sociaux (grèves, occupations de terre et d'usine...). Cependant à la différence des escadrons de la mort latino-américains les squadre italiennes étaient des créations spontanées qui n'entretenaient aucun lien de subordination avec les pouvoirs publics.
C'est cependant au cours des années 1930 que la violence militaire dirigée contre les populations civiles prend de l'ampleur. Le gouvernement soviétique de Joseph Staline met en place des unités spéciales du NKVD pour traquer et éliminer les opposants politiques durant les Grandes Purges. Sans pouvoir être qualifiées d'escadrons de la mort proprement dit, puisqu'elles agissent dans un cadre légal, elles conduisent des actions assez semblables dans les faits à celles qui seront conduites en Amérique latine après guerre. Nombreux seront les simples passants raflés et exécutés pour avoir été au mauvais endroit au mauvais moment.
Adolf Hitler fait à la même époque un usage tout aussi massif de la violence d'état, commençant lors de la Nuit des Longs Couteaux et culminant lors de l'invasion de l'Union soviétique en 1941. Suivant la progression de la Wehrmacht, quatre unités spécialisées, les Einsatzgruppen A à D s'occupaient d'éliminer juifs, communistes, partisans et autres « indésirables » dans les zones occupées de l'Est. Entre 1941 et 1944, le nombre de victimes de ces Einsatzgruppen a été estimé à près de 1,2 million de personnes.
Toujours pendant la Seconde Guerre mondiale, l'Armée impériale japonaise utilise également des unités militaires pour terroriser et soumettre les populations des territoires nouvellement conquis.
Après guerre, durant la guerre d'Algérie, l'armée française, forte des enseignements tirés de son échec en Indochine, met au point des techniques de répression et de contrôle des populations civiles qui serviront de modèle aux dictatures d'Amérique du sud.

## France
En 1961, dans le cadre de la lutte anti-OAS, l'avocat gaulliste Pierre Lemarchand a recruté dans les prisons de la région parisienne des détenus pour constituer ce que l'on appellerait les « barbouzes anti-OAS ». Le recours à des truands permettait au pouvoir gaulliste de nier toute implication dans les méthodes extralégales utilisées contre les ultras de l'Algérie Française. Dans Les Nettoyeurs, David Defendi fait référence à ce douloureux épisode de l'histoire du gaullisme.

Néanmoins, l'emploi de truands n'est pas sans risques ni conséquences puisque les « barbouzes » survivantes ont utilisé leurs liens avec la sphère gaulliste (Services de Renseignement, police, SAC) dans le but d'obtenir des protections pour leurs affaires illégales. L'alliance truands-police-SR donnera lieu à certains cafouillages dont le plus célèbre est l'affaire Ben Barka.

## Amérique latine
Les escadrons de la mort étaient relativement courants en Amérique du Sud depuis les années 1970 et jusqu'au début des années 1990. Dans le cadre des dictatures militaires du Cône Sud, ils étaient notamment chargés de la mise en œuvre du plan Condor. Celui-ci se fondait au moins en partie sur le résultat du développement de méthodes de guerre contre-révolutionnaire par l'armée française après les guerres d'Indochine et d'Algérie. Elle avait en effet pu expérimenter de nouvelles formes de guerre contre-subversive : torture, quadrillage du pays, etc. Pendant et après la guerre d'Algérie, des généraux français seront donc envoyés en Amérique du Sud (basés à Buenos Aires, ils y resteront jusqu'à la chute de la junte du Général Jorge Rafael Videla) ainsi qu'à l'École militaire des Amériques pour y enseigner leurs méthodes contre-insurrectionnelles. Un documentaire Les escadrons de la mort, l'école française, de Marie-Monique Robin, décrit précisément les enseignements français auprès des armées sud-américaines dans la région.
Des escadrons de la mort de gauche ont aussi existé, tels les Forces punitives de gauche qui assassinaient des propriétaires terriens au Nicaragua dans les années 1990 pour conserver les acquis de la révolution.
Des escadrons de la mort sont ou ont encore été récemment actifs au Brésil, en Colombie, au Venezuela et au Salvador,,,. Souvent constitués de policiers ou anciens agents des forces de l'ordre, ils agissent dans les zones les plus pauvres de ces pays. Les plus violents de ces escadrons de la mort étaient les Autodéfenses unies de Colombie, chargées de s'attaquer aux populations civiles supposées bases sociales des guérillas, et dont l'action a fait quelque 150 000 morts.

### Honduras
Au Honduras, des années 1970 à la fin des années 1990, l'escadron de la mort était le Battalion 3-16. Formé et encadré par la Central Intelligence Agency puis par les officiers argentins (dans le cadre de l'opération Charly), ils pratiquaient l'enlèvement, la torture et l'assassinat.

### Salvador
D'autres escadrons de la mort étaient également actifs en Amérique centrale pendant les différentes guerres civiles qui ont embrasé la région. Au Salvador, s'ajoutant à l'Orden (Organisation démocratique nationaliste), créée en 1960 avec le soutien de l'administration Kennedy, des groupes paramilitaires se multiplient dans les années 1970 (la Main blanche, l'Union guerrière blanche, la Phalange, l’Armée secrète anticommuniste) et se livrent à une campagne d'assassinats politiques. Ces groupes mènent dans les années 1980, avec l'approbation de l'armée régulière, une répression généralisée dans les zones rurales favorables aux groupes rebelles de gauche. Le prêtre jésuite Rutilio Grande, en mars 1977, et, trois ans plus tard (mars 1980), Oscar Romero, archevêque de San Salvador, furent victimes des escadrons de la mort. 
Le journaliste salvadorien Oscar Martinez Penate explique que « chaque jour, au matin, sur les chemins, sur les décharges publiques, on trouve les corps aux yeux crevés, torturés, découpés vivants, décapités, soumis aux plus abominables tourments avant d’être achevés. Des instituteurs sont assassinés simplement parce qu'ils ont rejoint un syndicat. La barbarie est telle qu'un militant n'a plus peur de mourir mais vit dans la hantise d’être capturé vivant. » Le conflit fait au moins 70 000 morts, dont plus de 90 % sont attribuables aux paramilitaires pro-gouvernementaux selon un rapport d’enquête de l'ONU.

### Guatemala
Au Guatemala, après la fin de la guerre civile, d'anciens militaires se sont organisés en bandes criminelles pour éviter la mise en place d'une justice transitionnelle effective pour les victimes de crimes de guerre. Menacés par le processus de transition démocratique, ils répondaient par des exécutions (de militants politiques ou associatifs). L'exemple le plus notable fut l'assassinat de l’évêque Juan José Gerardi Conedera sur ordre d'un commandant d'une base militaire. Le politiste Edgar Gutierrez souligne que ces groupes « étaient mus par une ambition plus vaste : le contrôle de l’État et de l'économie. La plupart des officiers de renseignement de la dictature militaire sont devenus pendant ces années des infiltrés de la criminalité organisée à proximité ou au sein de l’État.
Depuis le début de l’année 2013, des associations alertent sur la recrudescence du « nettoyage social » au sein des dirigeants et communautés mayas militant pour la défense de leurs territoires et ressources naturelles, dont souhaiteraient s'emparer certaines grandes entreprises. Cent soixante-neuf attaques de défenseurs des droits humains ont eu lieu au premier trimestre 2013 selon l’Unité de protection des défenseurs du Guatemala.

### Uruguay
En Uruguay, les escadrons de la mort, apparus durant les années 1960 et particulièrement actifs durant les années 1970, sont des groupes d'extrême droite multipliant les assassinats et les attentats contre des membres d'organisation de gauche, particulièrement les Tupamaros. Ils sont alors liés à l'armée uruguayenne. 

## Israël
À la suite de la prise d'otage des Jeux olympiques de Munich en 1972, les gouvernements israéliens successifs organisèrent des campagnes d'exécutions sommaires de leaders ou de représentants du mouvement palestinien, ayant ou non participé directement ou indirectement à des actes violents.[réf. nécessaire] La première et la plus connue de ces campagnes est l'Opération Colère de Dieu, reprise en 2005 dans le film Munich, de Steven Spielberg.

## Algérie
À la suite de l'arrêt des élections législatives de 1991 par les généraux algériens, un escadron de la mort nommé « Unité 192 »[réf. à confirmer] est créé afin de procéder à la liquidation physique de plusieurs opposants politiques et de militants islamistes. On dénombrera plusieurs disparitions forcées, liquidations extra-judiciaires, tortures… Il y a officiellement 20 000 disparus durant cette période des années 1990[réf. à confirmer].

## Irak
Les escadrons de la mort chiites liés au gouvernement ont tué des sunnites aléatoirement afin de les dissuader de toute insurrection après l'invasion américaine en 2003. Un documentaire de Grand reportage intitulé « Les Escadrons de la Mort », de Paul Moreira, décrit comment des chiites irakiens pro-Khomeini se sont alliés aux Américains dans le but de faire payer aux communautés sunnites le prix de leur résistance armée contre les nouveaux occupants.[réf. nécessaire]

## Côte d'Ivoire
En septembre 2002, Balla Keita, ancien ministre de l'Enseignement sous Félix Houphouët-Boigny et opposant à Laurent Gbagbo, est retrouvé assassiné à Ouagadougou. Le général Robert Guéï, sept membres de sa famille et sa garde rapprochée, ainsi que le comédien Camara Yéréféré sont également retrouvés assassinés au même moment. Le 7 février 2003, le quotidien français Le Monde évoque l'existence d'escadrons de la mort, et cite des noms d'hommes supposément impliqués tels qu'Anselme Séka Yapo, alors aide de camp de Simone Gbagbo, ou encore Patrice Bahi, proche de Laurent Gbagbo.
En 2003, lors du 22e sommet France-Afrique le président Jacques Chirac déclare que les escadrons de la mort « sont une réalité ». Le 28 janvier 2005, Philippe Bolopion, correspondant de RFI aux Nations unies, fait part d'un rapport secret rédigé par le Haut-Commissariat des Nations unies aux droits de l'homme : celui-ci impliquerait les plus hautes personnalités de l'État ivoirien dans la direction des escadrons de la mort. Les noms de Simone Gbagbo, l’épouse du président, et Bertin Kadet, ex-ministre de la Défense et neveu du président, y seraient notamment mentionnés.
À partir de 2006, et jusqu'à la fin de la crise ivoirienne de 2010-2011, les unités du centre de commandement des opérations de sécurité procèdent à des actes de violence et à des enlèvements. Considérés comme une milice paramilitaire au service du pouvoir, ces actes leur valent d'être assimilés aux « escadrons de la mort » par la population.
Le 2 octobre 2012, Anselme Séka Yapo a reconnu avoir assassiné Robert Guéï et son épouse Rose Doudou Guéï le 19 septembre 2002.
Le 18 février 2016, 3 prévenus dont le commandant Séka Yapo et le général Dogbo Blé sont condamnés à la prison à perpétuité pour l'assassinat de Robert Guéï et son épouse,.

## Cameroun
En 2000, pour lutter contre le crime à Douala fut créé le Commandement opérationnel, dépendant de l'armée. Les membres de cet organisme furent bientôt accusés de se livrer à des exécutions sommaires. Le cardinal Christian Tumi fut parmi ceux les dénonçant,,,.